# Metković (Bogatić)
Metković (Bogatić) (em cirílico: Метковић) é uma vila da Sérvia localizada no município de Bogatić, pertencente ao distrito de Mačva, na região de Mačva. A sua população era de 1097 habitantes segundo o censo de 2011.

## Demografia
| 1948  | 1953  | 1961  | 1971  | 1981  | 1991  | 2002  | 2011  |
| ----- | ----- | ----- | ----- | ----- | ----- | ----- | ----- |
| 1 554 | 1 581 | 1 562 | 1 511 | 1 419 | 1 314 | 1 244 | 1 097 |